# اولفینی‌کردن تاکای
اولفینی‌کردن یا اولفیناسیون تاکای(به انگلیسی: Takai olefination) در شیمی آلی، واکنش آلی بین یک آلدهید و یک ترکیب دی‌ارگانوکروم برای تشکیل یک آلکن است. این نام واکنش که به نام شیمیدان ژاپنی کازوهیکو تاکای نامگذاری شده‌است، اولین بار در سال ۱۹۸۶ توسط وی توصیف شد. در واکنش اصلی، گونه ارگانوکروم از یدوفرم یا بروموفرم و مقدار اضافی کروم(II) کلرید تولید می‌شود و محصول یک وینیل هالید است. یکی از مزایای اصلی این واکنش، پیکربندی E پیوند دوگانه‌ای است که تشکیل می‌شود. روش‌های جایگزین موجود مانند واکنش ویتیگ تنها مخلوط‌هایی از ایزومرهای مختلف به وجود می‌آورند.
در سازوکار واکنش ارائه شده توسط تاکای، کروم(II) به کروم(III)، اکسید می‌شود و دو اکی‌والانِ یک هالید را از بین می‌برد. کمپلکس کربودی‌آنیون ژمینال که به این ترتیب تشکیل می‌شود (به شکل [Cr2Cl4(CHI)(THF)4] گزارش می‌شود) با آلدهید در یک واکنش افزایشی-۲٬۱ در امتداد یکی از پیوندهای کربن به کروم واکنش می‌دهد و در مرحله بعد هر دو گروه کروم‌دار در یک واکنش حذفی شرکت می‌کنند. در طرح نیومن می‌توان دید که چگونه توده‌های فضایی گروه‌های کروم و توده‌های فضایی گروه‌های آلکیل و هالوژن این واکنش را به سمت ضدحذف سوق می‌دهند.

## اولفینی‌کردن تاکای–اوتیموتو
در ویرایش دوم این واکنش، دامنه واکنش به واسطه‌های دی‌ارگانوکروم حاوی گروه‌های آلکیل به جای هالوژن گسترش یافت: